# 松平定政
松平 定政（まつだいら さだまさ）は、江戸時代前期の大名。三河国刈谷藩主。官位は従五位下・能登守。

## 生涯
松平定勝の六男として誕生。寛永10年（1633年）、従五位下・能登守に叙任。寛永12年（1635年）、長島城7000石を賜る。慶安2年（1649年）、刈谷城2万石を賜り大名に列する。
慶安4年（1651年）、3代将軍・家光の死後、その後を追い無届で東叡山寛永寺で遁世落髪し能登入道不伯と号する。領地や居宅、諸道具を一切返上し、旗本救済に当ててほしいとする旨を大目付に提出し、さらに諷誡書を井伊直孝に提出する。おりしも将軍職を継いだ家綱はまだ数え10歳で、初めての幼君を戴いた幕府は政情不安を招きかねない大名や旗本の言動には特に目を光らせていたこともあり、幕閣はこれを「狂気の沙汰」としてあらためて定政の所領を没収、定政は永蟄居とし本家筋の次兄・定行にお預けとした。定行の所領松山東野へは正室所生の次男定知と三男定清も共に送られた。また、2人の女子は正室と共に実家の永井家に返されている。同年、家綱より給米2000俵を賜り、暮らしには困らなかった。
寛文12年（1672年）11月24日、東野で死去した。享年63。広禅院殿格岸不伯大居士と贈られ、松山祝谷常信寺に葬られる。
定政の死後、次男の定知は江戸に召し返され1500石の旗本となる。三男の定清は廩米500俵の旗本となるが、無嗣断絶となった。庶長子の定澄は、本家伊予国松山藩主・松平定直より1500俵を内分分知されて旗本寄合席に列した。

## 事件の影響
定政の出家遁世事件の直後に起きた慶安の変で、宿を捕り方に囲まれて自決した由井正雪は、その遺言に定政の行為に対する幕府の対応を「忠義の志を欺く行為」と厳しくしたためている。
万治3年（1660年）には、定政の姪の婿にあたる堀田正信が突然、幕政批判の上書を幕閣に提出した上、無断で領地へ帰城した。このときも老中松平信綱の唱えた「狂気の作法」という意見が通り、正信は所領没収のうえ永蟄居となり、弟の信濃飯田藩主脇坂安政にお預けとなった。上書が残っていないので確かなことは不明であるが、この件についても古来、史家は定政の出家遁世事件がその遠因になっていることを指摘している。

## 系譜
- 正室：永井尚政娘
  - 男子：定知
  - 男子：定清
- 側室：某氏
  - 男子：定澄
- 生母不明の子女
  - 女子
  - 女子：松平定員正室 - 松平定澄養女